# Rachel Glenn
Rachel Glenn (* 17. April 2002 in Long Beach, Kalifornien) ist eine US-amerikanische Leichtathletin, die sich auf den Hochsprung spezialisiert hat und die auch im Hürdenlauf an den Start geht.

## Sportliche Laufbahn
Rachel Glenn studiert seit 2020 an der University of South Carolina und wurde 2021 NCAA-Collegemeisterin im Hochsprung. 2022 sammelte sie erste Erfahrungen bei internationalen Meisterschaften, als sie bei den Weltmeisterschaften in Eugene mit übersprungenen 1,81 m in der Qualifikationsrunde ausschied. Anschließend gewann sie bei den NACAC-Meisterschaften in Freeport mit 1,84 m die Silbermedaille hinter ihrer Landsfrau Vashti Cunningham. Nach einem Jahr Wettkampfpause wurde sie 2024 NCAA Hallenmeisterin im Hochsprung und während der Freiluftsaison trat sie neben dem Weitsprung auch im 400-Meter-Hürdenlauf an und stellte eine Bestleistung von 53,46 m auf. Im Hochsprung konnte sie sich zudem für die Olympischen Sommerspiele in Paris qualifizieren und schied dort mit 1,88 m in der Qualifikationsrunde aus.

## Persönliche Bestleistungen
- 400 m Hürden: 53,46 s, 30. Juni 2024 in Eugene
- Hochsprung: 2,00 m, 9. März 2024 in Boston